# نانباي
نانباي هو مجتمع مسلم يوجد في ولاية أوتار براديش في الهند. هاجر العديد من أفراد مجتمع نانباي إلى باكستان بعد الاستقلال واستقروا في كراتشي، السند.